# Oblast de Bourgas
L'oblast de Bourgas (bulgare : Област Бургас) est l'un des 28 oblasti (« province », « région », « district ») de Bulgarie. Son chef-lieu est la ville de Bourgas.

## Géographie
La superficie de l'oblast est de 7 748,1 km2 ; situé en Bulgarie du sud-est, l'oblast est bordé à l'est par la Mer Noire

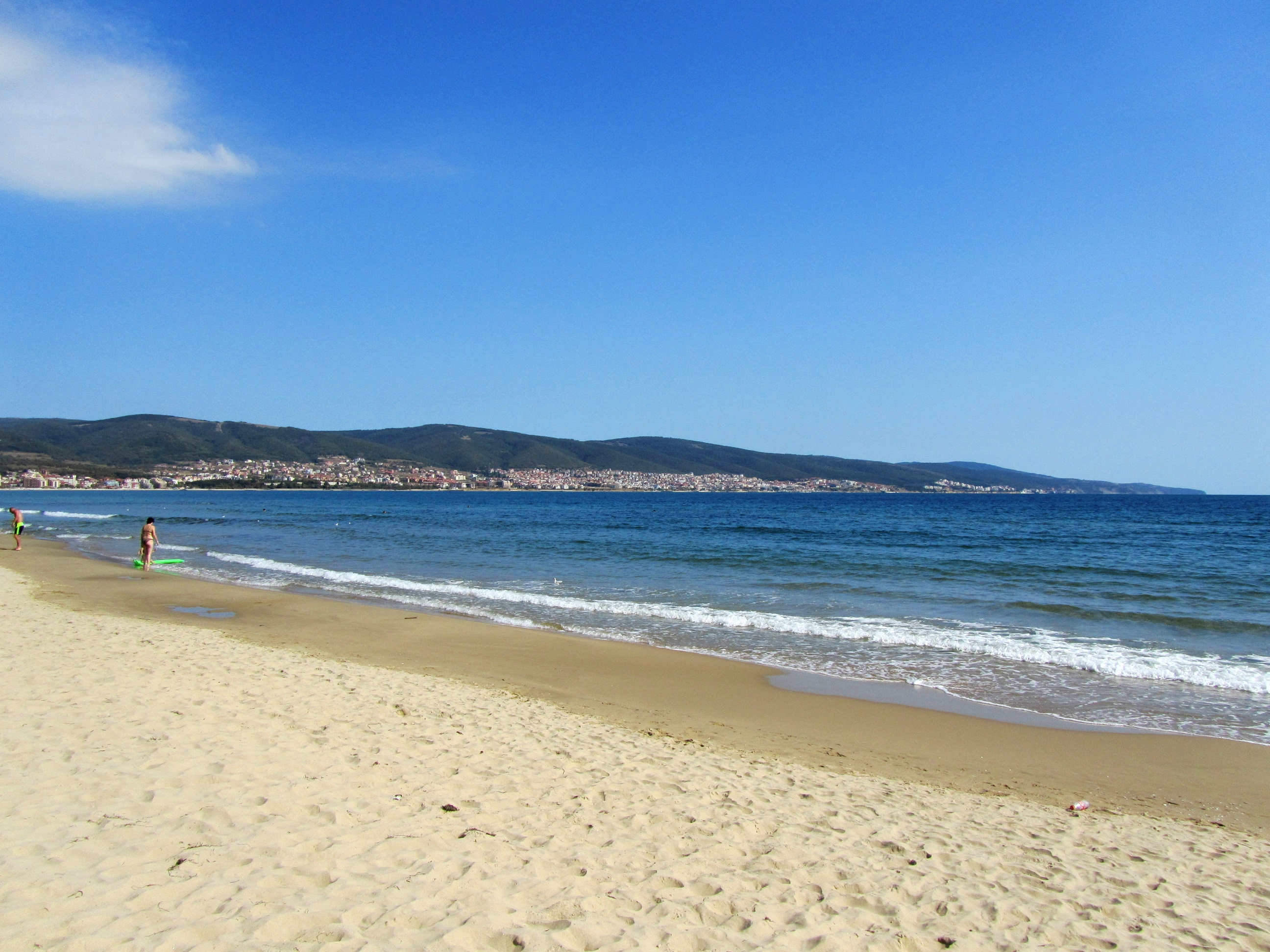
Plage ensoleillée

## Démographie
| 2001    | 2011    |
| ------- | ------- |
| 423 609 | 409 018 |

Lors du recensement de 2001, la composition ethnique de la région de Bourgas était la suivante :
- Bulgares : 80,0 %
- Turcs : 13,8 %
- Roms : 4,6 %
- Autres ou indéterminés : 1,6 %.

Lors de ce même recensement, la composition confessionnelle de la région était la suivante :
- Chrétiens orthodoxes : 339 653
- Musulmans : 64 568
- Chrétiens protestants : 2 339
- Chrétiens catholiques : 452
- Autre religion : 737
- Ne se détermine pas :	14 598
- Sans réponse : 1 200

## Administration
L'oblast est administrée par un « gouverneur régional » (en bulgare Областен управител), dont le rôle est plus ou moins comparable à celui d'un préfet de département en France.

## Subdivisions

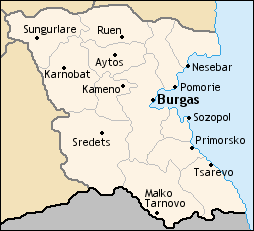
Carte des obchtini de l'oblast de Bourgas

L'oblast regroupe treize municipalités (en bulgare, община – obchtina – au singulier, Общини – obchtini – au pluriel), au sein desquelles chaque ville et village conserve une personnalité propre, même si une intercommunalité semble avoir existé dès le milieu du XIXe siècle :
| Municipalités : noms | Municipalités : noms | Population (2008) | Population (2008) | Villes et villages | Villes et villages | Villes et villages |
| -------------------- | -------------------- | ----------------- | ----------------- | ------------------ | ------------------ | ------------------ |
| Romanisé             | Cyrillique           | Totale            | Chef-lieu         | (chef-lieu)        | (nombre de ville)  | (autres villages)  |
| Aïtos                | Айтос                | 30 420            | 21 015            | Aïtos              | 1                  | 16                 |
| Bourgas              | Бургас               | 205 467           | 188 861           | Bourgas            | 2                  | 10                 |
| Kameno               | Камено               | 12 476            | 4 844             | Kaméno             | 1                  | 12                 |
| Karnobat             | Карнобат             | 26 959            | 18 654            | Karnobat           | 1                  | 30                 |
| Malko Tarnovo        | Малко Търново        | 3 910             | 2 527             | Malko Tarnovo      | 1                  | 12                 |
| Nessebar             | Несебър              | 24 309            | 11 175            | Nessebar           | 3                  | 11                 |
| Pomorié              | Поморие              | 27 548            | 13 613            | Pomorié            | 3                  | 14                 |
| Primorsko            | Приморско            | 7 004             | 3 056             | Primorsko          | 2                  | 4                  |
| Rouen                | Руен                 | 28 299            | ?                 | Rouén              | 0                  | 41                 |
| Soungourlare         | Сунгурларе           | 13 295            | 3 473             | Soungourlare       | 1                  | 29                 |
| Sozopol              | Созопол              | 15 595            | 5 364             | Sozopol            | 2                  | 10                 |
| Srédéts              | Средец               | 16 341            | 9 253             | Srédéts            | 1                  | 31                 |
| Tsarévo              | Царево               | 9 217             | 5 819             | Tsarévo            | 2                  | 11                 |

## Liste détaillée des localités
Les noms de localités en caractères gras ont le statut de ville (en bulgare : град, translittéré en grad). Les autres localités ont le statut de village (en bulgare : село translittéré en selo).
Les noms de localités s'efforcent de suivre, dans la translittération en alphabet latin, la typographie utilisée par la nomenclature bulgare en alphabet cyrillique, notamment en ce qui concerne l'emploi des majuscules (certains noms de localités, visiblement formés à partir d'adjectifs et/ou de noms communs, ne prennent qu'une majuscule) ou encore les espaces et traits d'union (ces derniers étant rares sans être inusités). Chaque nom translittéré est suivi, entre parenthèses, du nom bulgare original en alphabet cyrillique.

### Aïtos
L'obchtina d'Aïtos groupe 1 ville - Aïtos - et 16 villages :
Aïtos (Айтос) ·
Dryankovéts (Дрянковец) ·
Karageorgiévo (Карагеоргиево) ·
Karanovo (Караново) ·
Lyaskovo (Лясково) ·
Maglén (Мъглен) ·
Malka polyana (Малка поляна) ·
Péchtérsko (Пещерско) ·
Pirné (Пирне) ·
Polyanovo (Поляново) ·
Raklinovo (Раклиново) ·
Sadievo (Съдиево) ·
Tcherna mogila (Черна могила) ·
Tchérnograd (Черноград) ·
Tchoukarka (Чукарка) ·
Topolitsa (Тополица) ·
Zétyovo (Зетьово)

### Bourgas
L'obchtina de Bourgas groupe 2 villes – Bourgas et Balgarevo –, et 10 villages :
Balgarovo (Българово) ·
Bourgas (Бургас) ·
Bratovo (Братово) ·
Bryastovéts (Брястовец) ·
Dimtchévo (Димчево) ·
Draganovo (Драганово) ·
Izvor (Извор)·
Izvorichté (Изворище) ·
Marinka (Маринка) ·
Mirolubovo (Миролюбово) ·
Ravnets (Равнец) ·
Tvarditsa (Твърдица) 

### Kameno
L'obchtina de Kaméno groupe 1 ville - Kaméno - et 12 villages :
Jélyazovo (Желязово) ·
Kaméno (Камено) ·
Konstantinovo (Константиново) ·
Krastina (Кръстина) ·
Livada (Ливада) ·
Polski izvor (Полски извор) ·
Roussokastro (Русокастро) ·
Svoboda (Свобода) ·
Tchérni vrakh (Черни връх) ·
Trastikovo (Тръстиково) ·
Troyanovo (Трояново) ·
Vinarsko (Винарско) ·
Vratitsa (Вратица)

### Karnobat
L'obchtina de Karnobat groupe 1er ville - Karnobat - et 30 villages :
Asparoukhovo (Аспарухово) ·
Detelina (Детелина) ·
Devetak (Деветак) ·
Dévétintsi (Деветинци) ·
Dobrinovo (Добриново) ·
Dragantsi (Драганци) ·
Dragovo (Драгово) ·
Ekzarkh Antimovo (Екзарх Антимово) ·
Gloumtché (Глумче) ·
Iskra (Искра) ·
Jeleznik (Железник) ·
Jitosvyat (Житосвят) ·
Karnobat (Карнобат) ·
Hadjiité (Хаджиите) ·
Klikatch (Кликач) ·
Kozaré (Козаре) ·
Krouchovo (Крушово) ·
Kroumovo gradichte (Крумово градище) ·
Madrino (Мъдрино) ·
Névéstino (Невестино) ·
Ognén (Огнен) ·
Raklitsa (Раклица) ·
San-Stefano (Сан-Стефано) ·
Sarnevo (Сърнево) ·
Sigmén (Сигмен) ·
Smolnik (Смолник) ·
Sokolovo (Соколово) ·
Tcherkovo (Черково) ·
Tsérkovski (Церковски) ·
Vénéts (Венец) ·
Zimén (Зимен)

### Malko Tarnovo
L'obchtina de Malko Tarnovo groupe 1 ville - Malko Tarnovo - et 12 villages :
Bliznak (Близнак) ·
Brachlyan (Бръшлян) ·
Byala voda (Бяла вода) ·
Evrénozovo (Евренозово) ·
Gramatikovo (Граматиково) ·
Kalovo (Калово) ·
Malko Tarnovo (Малко Търново) ·
Mladéjko (Младежко) ·
Slivarovo (Сливарово) ·
Stoilovo (Стоилово) ·
Vizitsa (Визица) ·
Zabérnovo (Заберново) ·
Zvézdéts (Звездец)

### Nessebar
L'obchtina de Nessebar groupe 3 villes – Nessebar, Obzor et Svéti Vlas –, et 11 villages :
Banya (Баня) ·
Émona (Емона) ·
Gyoulyovtsa (Гюльовца) ·
Kocharitsa (Кошарица) ·
Koznitsa (Козница) ·
Nessebar (Несебър) ·
Obzor (Обзор) ·
Orizaré (Оризаре) ·
Panitsovo (Паницово) ·
Priseltsi (Приселци) ·
Rakovskovo (Раковсково) ·
Ravda (Равда) ·
Sveti Vlas (Свети Влас) ·
Tankovo (Тънково)

### Pomorié
L'obchtina de Pomorié groupe 2 villes – Pomorié et Kablechkovp – et 15 villages :
Akheloï (Ахелой) ·
Aléksandrovo (Александрово) ·
Bata (Бата) ·
Bélodol (Белодол) ·
Dabnik (Дъбник) ·
Gabérovo (Габерово) ·
Galabéts (Гълъбец) ·
Goritsa (Горица) ·
Kablechkovo (Каблешково) ·
Kaménar (Каменар) ·
Kossovéts (Косовец) ·
Kozitchino (Козичино) ·
Laka (Лъка) ·
Médovo (Медово) ·
Pomorié (Поморие) ·
Poroï (Порой) ·
Stratsin (Страцин)

### Primorsko
L'obchtina de Primorsko groupe 2 villes – Primorsko et Kiten –, et 4 villages :
Kiten (Китен) ·
Novo Panitcharévo (Ново Паничарево) ·
Pismenovo (Писменово) ·
Primorsko (Приморско) ·
Vessélié (Веселие) ·
Yasna polyana (Ясна поляна)

### Rouen
L'obchtina de Rouén groupe 42 villages :
Bilka (Билка) ·
Chivarovo (Шиварово) ·
Daskotna (Дъскотна) ·
Dobra polyana (Добра поляна) ·
Dobromir (Добромир) ·
Dropla (Дропла) ·
Dulya (Дюля) ·
Kamenyak (Каменяк) ·
Karavélyovo (Каравельово) ·
Kitka (Китка) ·
Listets (Листец) ·
Lyoulyakovo (Люляково) ·
Mréjitchko (Мрежичко) ·
Planinitsa (Планиница) ·
Podgoréts (Подгорец) ·
Préobrajentsi (Преображенци) ·
Pripek (Припек) ·
Prossénik (Просеник) ·
Rajitsa (Ръжица) ·
Razboïna (Разбойна) ·
Rétchitsa (Речица) ·
Rojdén (Рожден) ·
Roudina (Рудина) ·
Rouén (Руен) ·
Rouptcha (Рупча) ·
Sini rid (Сини рид) ·
Skalak (Скалак) ·
Snéja (Снежа) ·
Snyagovo (Снягово) ·
Sokoléts (Соколец) ·
Sredna makhala (Средна махала) ·
Strouya (Струя) ·
Tchérécha (Череша) ·
Toptchiïsko (Топчийско) ·
Tranak (Трънак) ·
Vichna (Вишна) ·
Vressovo (Вресово) ·
Yabaltchevo (Ябълчево) ·
Yassénovo (Ясеново) ·
Zaïmtchévo (Заимчево) ·
Zaïtchar (Зайчар) ·
Zvezda (Звезда)

### Soungourlare
L'obchtina de Soungourlare groupe une ville - Soungourlaré - et vingt-neuf villages :
Balabantchévo (Балабанчево) ·
Béronovo (Бероново) ·
Bossilkovo (Босилково) ·
Dabovitsa (Дъбовица) ·
Essén (Есен) ·
Gorovo (Горово) ·
Grozdén (Грозден) ·
Kaménsko (Каменско) ·
Kamtchiya (Камчия) ·
Klimach (Климаш) ·
Kostén (Костен) ·
Lozarévo (Лозарево) ·
Lozitsa (Лозица) ·
Manolitch (Манолич) ·
Podvis (Подвис) ·
Prilép (Прилеп) ·
Ptchélin (Пчелин) ·
Sadovo (Садово) ·
Saédinénié (Съединение) ·
Skala (Скала) ·
Slavyantsi (Славянци) ·
Soungourlare (Сунгурларе) ·
Tchérnitsa (Черница) ·
Tchoubra (Чубра) ·
Térziïsko (Терзийско) ·
Valtchin (Вълчин) ·
Védrovo (Ведрово) ·
Vélislav (Велислав) ·
Vézénkovo (Везенково) ·
Zavét (Завет)

### Sozopol
L'obchtina de Sozopol groupe 1 ville - Sozopol - et 12 villages :
Atiya (Атия) ·
Gabar (Габър) ·
Indjé voïvoda (Индже войвода) ·
Izvor (Извор) ·
Krouchévéts (Крушевец) ·
Prisad (Присад) ·
Ravadinovo (Равадиново) ·
Ravna gora (Равна гора) ·
Rossén (Росен) · Sozopol (Созопол) ·
Tchérnomoréts (Черноморец) ·
Varchilo (Вършило) ·
Zidarovo (Зидарово).

### Srédéts
L'obchtina de Sredets groupe 1 ville - Sredets - et 32 villages :
Bélévrén (Белеврен) ·
Bélila (Белила) ·
Bistréts (Бистрец) ·
Bogdanovo (Богданово) ·
Débélt (Дебелт) ·
Dolno Yabalkovo (Долно Ябълково) ·
Dratchévo (Драчево) ·
Draka (Драка) ·
Dyoulévo (Дюлево) ·
Fakia (Факия) ·
Golyamo Boukovo (Голямо Буково) ·
Gorno Yabalkovo (Горно Ябълково) ·
Granitchar (Граничар) ·
Granitéts (Гранитец) ·
Kirovo (Кирово) ·
Koubadin (Кубадин) ·
Malina (Малина) ·
Momina tsarkva (Момина църква) ·
Orlintsi (Орлинци) ·
Prokhod (Проход) ·
Pantchévo (Пънчево) ·
Radoïnovo (Радойново) ·
Rossénovo (Росеново) ·
Sinyo kaméné (Синьо камене) ·
Slivovo (Сливово) ·
Soukhodol (Суходол) ·
Srédéts (Средец) ·
Svétlina (Светлина) ·
Trakiytsi (Тракийци) ·
Varovnik (Варовник) ·
Valtchanovo (Вълчаново) ·
Zagortsi (Загорци) ·
Zornitsa (Зорница)

### Tsarévo
L'obchtina de Tsarévo groupe 2 villes – Tsarévo et Akhtopol –, et 11 villages :
Ahtopol (Ахтопол) ·
Balgari (Българи) ·
Brodilovo (Бродилово) ·
Fazanovo (Фазаново) ·
Izgrév (Изгрев) ·
Kondolovo (Кондолово) ·
Kosti (Кости) ·
Lozénéts (Лозенец) ·
Rézovo (Резово) ·
Sinemorets (Синеморец) ·
Tsarévo (Царево) ·
Varvara (Варвара) ·
Vélika (Велика)